# Berthelsdorf (Weißenborn)
Berthelsdorf/Erzgeb. ist ein Ortsteil der Gemeinde Weißenborn/Erzgeb. im Landkreis Mittelsachsen (Freistaat Sachsen). Er wurde am 1. Januar 1994 eingemeindet. Die Abkürzung „Erzgeb.“ steht jeweils für „Erzgebirge“.

## Geografie

### Lage
Berthelsdorf liegt im nördlichen Teil des Osterzgebirges, ca. 7 Kilometer südöstlich von Freiberg. Das Dorf zieht sich über 3,5 Kilometer vom Tal der Freiberger Mulde am östlichen Ortsende über den Gipfel des Kempenberges (501 m ü NN) bis zum Münzbachtal im Westen.

### Nachbarorte
| Zug             | Langenrinne                                 |                     |
| Brand-Erbisdorf | Kompassrose, die auf Nachbargemeinden zeigt | Weißenborn/Erzgeb.  |
| Müdisdorf       | Weigmannsdorf                               | Lichtenberg/Erzgeb. |

## Geschichte

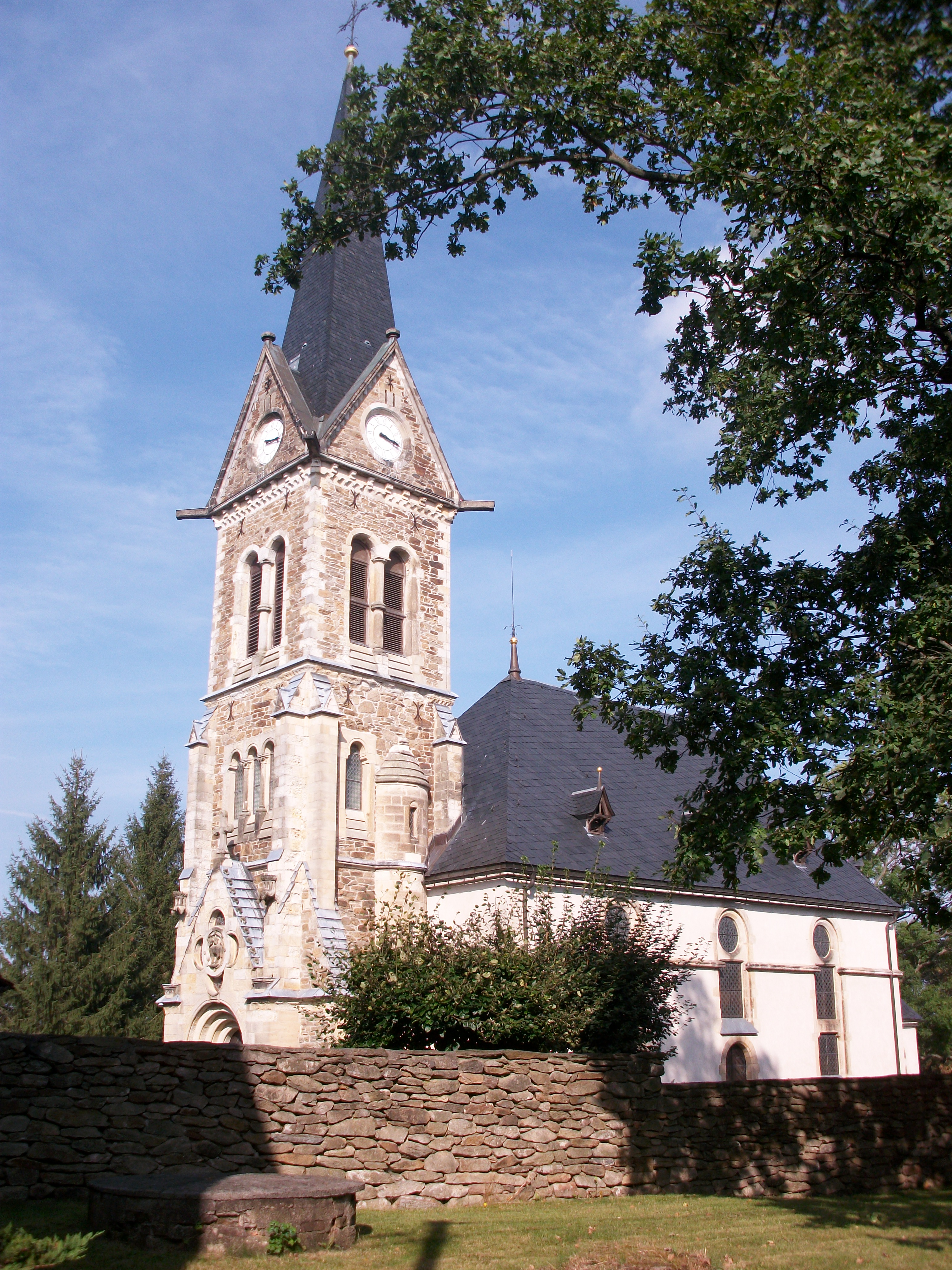
Berthelsdorf/Erzgeb., ev.-luth. Kirche

Die genaue Entstehungszeit von Berthelsdorf ist nicht bekannt, allerdings wurde es in Urkunden mit Christiansdorf erwähnt, an dessen Stelle im Jahr 1186 die Stadt Freiberg gegründet wurde. Berthelsdorf ist somit älter als Freiberg. Da der Ort bei der Gründung des Klosters Altzella im Jahr 1162 durch Markgraf Otto von Meißen erwähnt wird, gibt man das Gründungsjahr des Waldhufendorfs Berthelsdorf mit 1163 an. Der Ort wurde im Jahr 1183 als „Bertoldesdorph“ erwähnt. Der Name geht vermutlich auf einen Lokator namens „Berchtold“ zurück, der die Besiedlung zwischen 1156, dem Amtsantritt des Markgrafen Otto, und 1183 geleitet hat.
Um 1348 war Berthelsdorf im Lehnsbesitz von Reinhard und Dietrich von Honsberg. Nach 1548 stand der Ort unter der Grundherrschaft des Rats zu Freiberg. Berthelsdorf lag bis 1856 im kursächsischen bzw. königlich-sächsischen Kreisamt Freiberg. Zwischen 1515 und 1560 erfolgte die Anlage des „Hüttenteichs“, der nach seiner Fertigstellung „Kunstteich“ genannt wurde. Die gesamte Wasserleitung und der Teich wurden im Dreißigjährigen Krieg zerstört.
Ab 1856 gehörte Berthelsdorf zum Gerichtsamt Brand und ab 1875 zur Amtshauptmannschaft Freiberg. Mit der Eröffnung des Abschnitts Freiberg–Lichtenberg/Erzgeb. der Bahnstrecke von Nossen ins böhmische Moldau erhielt Berthelsdorf/Erzgeb. am 8. Juli 1875 Bahnanschluss. Der Bahnhof Berthelsdorf (Erzgeb) wurde mit der Eröffnung der Stichbahnen nach Großhartmannsdorf und nach Langenau über Brand-Erbisdorf im Jahr 1890 zu einem Umstiegsbahnhof. Bereits 1888 wurde vom Bahnhof ein Anschlussgleis zur Papierfabrik in Weißenborn/Erzgeb. gelegt.
Im Jahr 1922 stellten die Einwohner von Neu-Berthelsdorf einen Antrag zur Eingemeindung nach Weißenborn/Erzgeb., der jedoch erfolglos blieb. Erst im Jahr 1955 erfolgte die Umgliederung von Neu-Berthelsdorf nach Weißenborn/Erzgeb. Im Jahr 1936 berieten die Gemeindevertreter von Berthelsdorf/Erzgeb. und Weißenborn/Erzgeb. über eine Zusammenlegung beider Orte, dem jedoch nicht zugestimmt wurde. Der Oberlehrer Willibald König schrieb im Jahr 1956 das Lied „Oh du mein Berthelsdorf“.
Mit der zweiten Kreisreform in der DDR kam Berthelsdorf/Erzgeb. im Jahr 1952 zum Kreis Brand-Erbisdorf im Bezirk Chemnitz (1953 in Bezirk Karl-Marx-Stadt umbenannt), der 1990 als sächsischer Landkreis Brand-Erbisdorf fortgeführt wurde und 1994 im Landkreis Freiberg aufging. Am 1. Januar 1994 wurde Berthelsdorf/Erzgeb. nach Weißenborn/Erzgeb. eingemeindet. Nach der Einstellung des Reiseverkehrs der Stichbahnen nach Langenau und Großhartmannsdorf über Brand-Erbisdorf im Jahr 1998 verlor der Bahnhof Berthelsdorf (Erzgeb) seine Bedeutung als Bahnknotenpunkt. Nach der Modernisierung und Privatisierung des Abschnitts Freiberg–Holzhau der Bahnstrecke Nossen–Moldau wurde im Jahr 2000 zentral im Ort der Haltepunkt „Berthelsdorf (Erzeb.) Ort“ eingerichtet.

## Verkehr

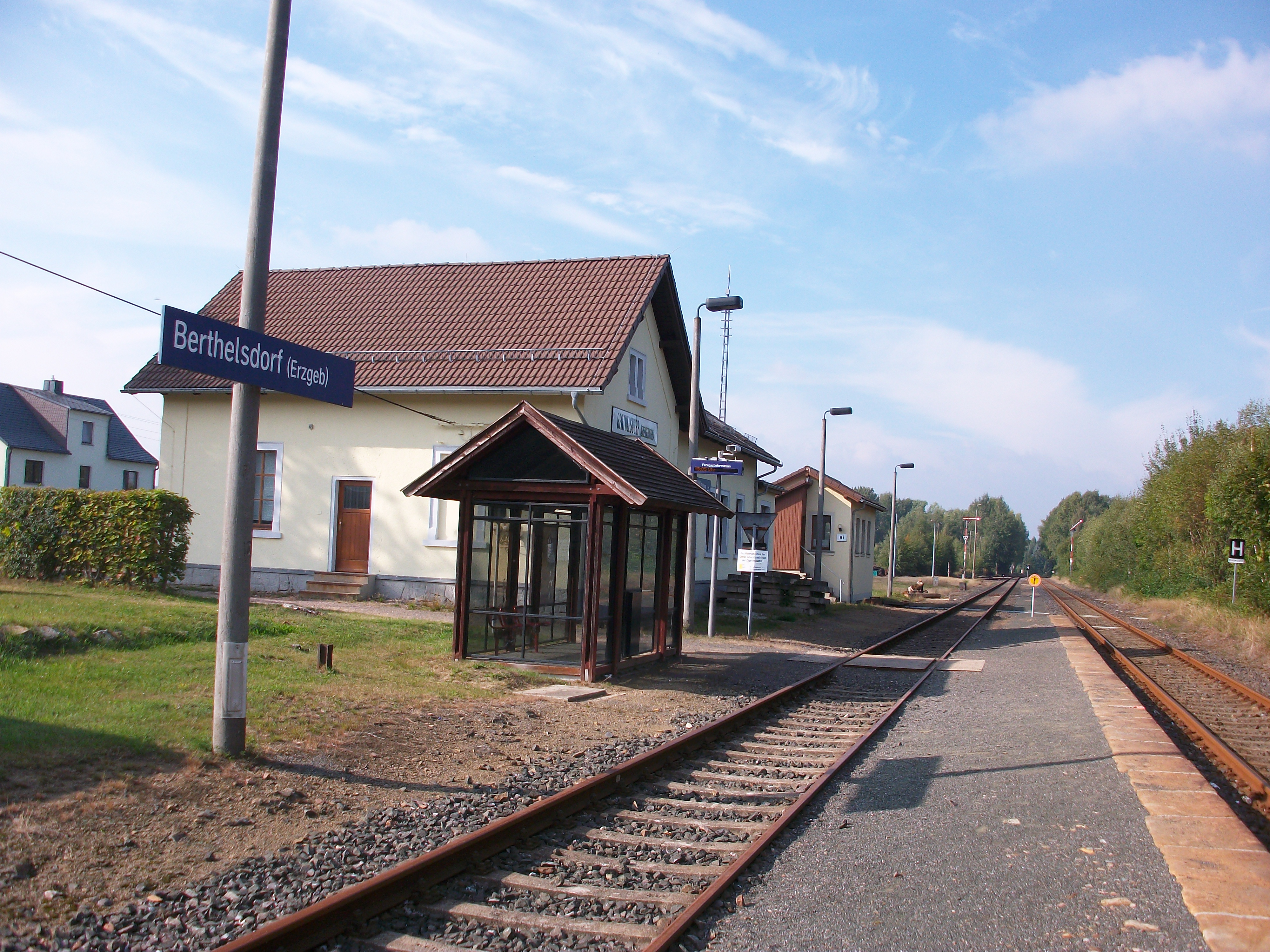
Bahnhof Berthelsdorf (Erzgeb), Richtung Freiberg (2016)

Der Bahnhof Berthelsdorf (Erzgeb) wurde 1875 an der Bahnstrecke von Nossen ins böhmische Moldau eröffnet. Zwischen 1890 und 1998 war er auch Umstiegsbahnhof zu den Nebenbahnen nach Großhartmannsdorf und nach Langenau über Brand-Erbisdorf. Heute wird der Bahnhof von der Freiberger Eisenbahn bedient, die zwischen Freiberg und Holzhau verkehrt. Im Rahmen der Erneuerung dieser Bahnstrecke entstand im Jahr 2000 der zentral in Berthelsdorf gelegene Haltepunkt Berthelsdorf (Erzgeb) Ort.
Die Bundesstraße 101, die Teil der Silberstraße ist, verläuft westlich von Berthelsdorf durch den Nachbarort Brand-Erbisdorf.

## Söhne und Töchter
- Johann Maukisch (1617–1669), deutscher lutherischer Geistlicher, Theologe, Kirchenlieddichter und Pädagoge
- Erich Oehme (1889–1970), Bildhauer
- Heinrich Brückner (1928–2022), Mediziner und Autor